# Челио, Энрико
Энрико Челио (итал. Enrico Celio; 19 июня 1889 года, Амбри, кантон Тичино, Швейцария — 23 февраля 1980 года, Лугано, кантон Тичино, Швейцария) — швейцарский политик, президент.

## Биография
Энрико Челио окончил литературно-философский факультет университета Фрибура в 1915 году. С 1916 года начал работать в консервативной газете "Popolo e Liberta" и в 1918 году стал её редактором. В 1921 году получил лицензию адвоката и открыл свою юридическую фирму.
С 1913 по 1932 год Челио был членом Большого совета (кантонального парламента) Тичино, а в 1924, 1927-1928 и 1932 годах членом Национального совета (парламента Швейцарии). В августе 1932 года он вошёл в правительство Тичино, вместо умершего Джузеппе Чаттори, возглавив департаменты образования и полиции (в 1934-1935 и 1936-1937 гг. возглавлял правительство). В феврале 1940 года избран в Федеральный совет (правительство) Швейцарии.
- 22 февраля 1940 — 23 июня 1950 — член Федерального совета Швейцарии.
- 1940 — 15 октября 1950 — начальник департамента (министр) почт и путей сообщения.
- 1942, 1947 гг. — вице-президент Швейцарии.
- 1943, 1948 гг. — президент Швейцарии.
- 1950 — 1955 гг. — посол Швейцарии в Италии.

В 1948 году во время президентства Э. Челио Швейцария принимала V зимние Олимпийские игры, которые проходили во второй раз в городе Санкт-Морице. При этом он сам открывал эти игры.